# Meteorium tumidum
Meteorium tumidum là một loài Rêu trong họ Meteoriaceae. Loài này được (Dicks. ex Hook.) Mitt. mô tả khoa học đầu tiên năm 1859.